# Peter Jones (bubeník)
Peter Robert Jones (21. dubna 1963 Liverpool, Anglie – 18. května 2012 Melbourne, Austrálie) byl australský bubeník. V roce 1994 nahradil Paula Hestera ve skupině Crowded House. Byl též členem skupin Deadstar, Stove Top a Harem Scarem. Zemřel na rakovinu mozku.